# 臺灣周遊唱歌
《台灣周遊唱歌》發行於明治43年（1910年）2月20日，為日治時期台灣總督府於台灣實施歌唱教育的教材。該曲由宇井英作詞，高橋二三四作曲，歌詞以和歌的七五調寫成，共有90節，介紹台灣地名產物、舊剎古廟、名勝史蹟、史話等。

## 日文原歌詞與中文翻譯
国光四海に　かがやきて

東亜の空に　をなせる

我が日の本の　新領土

を　さぐり見ん
國家的光芒在四海閃耀著

稱霸了這片東亞的天空

一起來認識我們日本的新領土

來周遊這座台灣島吧
南北長さ　一百里

めぐりは二百九十餘

小島あわせて　その廣さ　

九州と　ほぼひとし
南北長度一百里

環島一周大約290多里

加上附近的離島的話

面積與九州差不多大
山に金銀　海に塩

　

に稲は　二度みのる

げに帝國の　
山有金銀、海有鹽

能製茶、製糖以及豐富的水果

水田裡的稻子一年能收兩次

實為帝國的大寶庫
の　あさぼらけ

る朝日の　てりそひ

きわたる　そのながめ

フオルモサの名も　ならず
基隆港的日出時分

升起朝陽照亮之下

從這閃耀的光芒中眺望出的景色

福爾摩沙的美名果然名不虛傳
の　にて

に渡る　の

なれば朝夕に

出船入船　絶え間なし
作為北方的最重要門戶

要是成為唯一與本土往來

最重要的港口的話

船舶從早到晚都會十分繁忙的吧
いざや西部を　めぐらんと

汽笛一声　進み行く

の　次は

の　小市街
接下來要往西部看下去囉

隨著汽笛的聲音前進吧

八堵、七堵 然後是五堵

接著就到水返腳的小市街
附近の山に　の

多くづるを　語りつつ

 　たちまちに

はやに　きにけり
據說在這附近的山區

出產很多很多的煤礦

經過南港、錫口後才一轉眼

很快就要到台北了
四面は山に　かこまれて

京都に　さたり

おのづからなる　は

げにの　かためなり
台北四面都被山包圍著

地勢跟京都十分相似

自然形成的這道城牆

真是能流傳萬事的堅固防備
君がに　高砂の

の風もをさまり

ここにけし　

の　そなわれり
在如此的威勢之下

高砂島海灣的海風也盡收其下

坐落在這裡的總督府

文武官員跟部會都齊聚在此
市街のは　に

道路　　如く

に　るまで

水も　もらさぬ　たくみなり
城市街道的規模十分宏大

道路也非常平坦

下水道工程四通八達

滴水不漏非常厲害
百年後の　を　

かねてはかりて　めた

市區改正の　をゝしさよ

想ひやるだに　たのもしや
連數百年後的擴張發展

在計畫的時候都已經兼顧考慮了

市區更新後的雄偉景觀

這樣長遠的思考真是可靠
支線に乗りて　の

台湾神社　をがみつ

を　うちわたり

昔をしのぶ　
乘著支線來到圓山

就能看到台灣神社

被基隆河所圍繞的是

充滿懷古的劍潭寺
に学者の　と

へられたる　には

の　あり

　香をとどむ
因為過去學者輩出

而被稱為士林的此地

立著遭難六氏的紀念碑

芝山巖上仍為他們上著香
をす　は

音にゆる　

みする人　遊ぶひと

常に絶えずと　聞くぞかし
盛產硫磺的北投

是遠近馳名的溫泉場

來這裡泡湯或遊玩的旅客

聽說人潮總是絡繹不絕
左に高きは　

右に低きは　

がる山の　その奥に

でで見ゆる　
左邊比較高的是大屯山

右邊比較低的是紗帽山

位於群山之中最裡面

最秀麗出眾的那座就是七星山
過ぎて　川ぎしに

ひつゝ行けば　

のに　いかめしき

多く　えたり
越過江頭沿著河岸前進

一直走就到了淡水港

在淡水河畔的山丘上

許多建築物聳立著
高く　ひるがへる

の　じるし

問はぬにも　知られたり

大英国の　領事館
在高高的屋頂上隨風飄逸著

是我們盟國的旗幟

就算不用說大家也知道

那是大英帝國的領事館
三百年の　その昔

の波を　ぎ来て

をひし　イスパニヤ

三貂角　につ
距今三百多年前

橫渡萬里的海浪而來

雄壯威武的西班牙人啊

在這裡建了聖地牙哥城
にオランダ　りしが

（かは）りて　これにる

はうつる　のならひ

のあと　今いづこ
雖然荷蘭人隨後而來

鄭氏又取而代之佔領了這裡

興盛衰敗本就是世間常理

英雄的遺跡如今又在哪裡
に登りて　せば

つらねて　うちふ

の知らず

の如し
爬上高樓向外看去

舳艪交錯聚集於此的

是數不清的唐船

觀音山下景色如畫
此処の港を　船出して

に　二百餘

その日のに　の

の港に　著かるべし
從這裡乘船出港的話

僅僅航出兩百多海浬

就能在一天之內

到達對岸廈門的港口了
再び帰りて　本線に　

うつればち　驛

の　鉄橋も

またたくひまに　うち渡る
接著再次回到我們的主線上

一下子就到了艋舺車站

走新店溪的鐵橋的話

也是一瞬間就到了喲
富豪林氏の　邸宅の

つらねて　へたる

越ゆれば　なり　

経て
富豪林家的園邸

屋頂的瓦飾建得長長一排

過了枋橋之後就是樹林

然後經過山仔脚就到鶯歌石了
鳥のかたちに　よく似たる

巨石はたてり　山腹に

鄭軍　砲を　うちし時

欠けぬと　いひ伝ふ
鶯歌石的樣子像一隻鳥

是一塊位在山腹的鳥形巨岩

傳說中是鄭氏軍隊開砲的時候

把鶯歌石的鳥頭給打斷了
は　この奥へ

一里あまりの　小市街

事業　見ん人は

さらに山路を　辿るべし
從這裡再走下去

就是約一里長 叫做三角湧的街區

對製腦業沒興趣的人啊

就繼續從山路前進吧
春の　に

遊ぶもうれし　秋は又

なる　山奥に

を見るも　おもしろし
春天到桃園美地遊玩很愉快

秋天來也是一樣有趣喲

再到大嵙崁的山裡面

就會看到在險峻兩岸及深谷河川上
近く　踏み入れば

両岸けはしき　に

にて造れる吊り橋の

あやふくかかる　所あり
接近蕃界了喲 如果跑進去的話

就會看到在險峻兩岸及深谷河川上

有座用藤搭造的橋

這裡可是很危險的地方呢
北部諸山の　を

防ぐためとて　要所には

鉄条網を　張り渡し

線を　設けたり
此處是一個重要的要衝

防備著在北部群山生活的生番

架起了長長的鐵絲網

設立了所謂的隘勇線
をば　後にして

を過ぎ行けば

四面の畑は　みな茶の樹　

鎮の　製茶場
在離開崁仔腳之後

如果穿過了中壢街道

可以看到四面的田裡都種滿茶樹

這裡就是安平鎮的製茶廠
本島特産茶

なほも紅茶の　実況を

知らんと想ふ　人あらば

必ずくぐれ　この門を
本島的特產茶是烏龍茶

一如既往地 在製茶的時候

如果有不知道或是好奇的人

肯定都會進到這道門裡來看喲
より

を過ぎ行けば

はや著きにけり　新竹に　

ここは昔の　
在楊梅壢的旁邊就是大湖口

只要穿過了紅毛田

馬上就會抵達新竹

這裡就是以前的竹塹埔
の元年に

を置かれけり

城壁の跡　残り

亦存す
清代雍正元年的時候

設置了淡水廳

現今還能看見當時竹塹城的遺跡

那時的舊剎古廟也都還在呢
市街の西方　約半里

のいただきに

北白川の　宮殿下

御露営ありし　あり
從市區出去往西約半里的地方

坐落在此的是尖筆山

北白川宮的親王殿下

當年的陣地遺址仍然存在
は蜜柑の　本場にて

に椎茸　多く出づ

過ぎぬれば

次はよ
新埔是蜜柑的大產地

北埔盛產很多的香菇

香山、中港一路走下去

接著就是造橋跟後壟了
後壟溪の　鉄橋を

渡れば此処は　ぞ

石油の産地　　

これより四里の　奥にあり
跨過了後壟溪的鐵橋之後

抵達的地方是苗栗

有出產石油的出礦坑

就在這裡過去四里的地方
　　

米の産地と　名も高き

驛のに

会社を　見て行かん
銅鑼湾、三叉河、後里庄

都是很有名的稻米產地

到了葫蘆墩車站

就去看看附近的製麻公司吧
此処まで数里の　その間

の　その上に

二溪あり

箱根のトンネル　想ひやる
到此地之間這數里的範圍

不但地形十分的險峻

還有大安溪、大甲溪這兩條溪流過

讓人回想起了箱根的隧道呢
編みて作るてふ

淡水帽の産地なる

　　など

に近き　土地にあり
再來這個地方

是以林投葉編成的淡水帽產地

大甲、通宵、宛里這一帶

都是離海邊非常近的地方
経て　その次は

中部一なる　よ

かって　この土地に

台湾府をば　置きたりき
在過了潭仔墘後的下一站

就是中部的第一站台中喲

過去清朝曾經在這塊土地上

設置了台灣府
明治四十一年に

はじめてりし　鉄道の

全通式を　げたりし

此処の公園　めよし
在明治四十一年的時候

鐵路終於首次蓋完了

當時還舉辦了鐵路全通發表會

從這裡的公園望去的景色很美喲
をす　へ

鉄道　かれたり

本島無二の　別天地

社はなほも　奥と聞く
往出產陶器的南投前進

這裡鋪設了輕便鐵路

在這個島上無處可比的世外桃源

埔里社就在這裡
にき　も

の　うちすてて

厚きめぐみを　い来る

産物の　交換所
就連勇猛過人的霧社番

也放下了出草砍頭的刀刃

對豐厚的物資和產物慕名而來

來到這裡的番產物交換所
の　は

山も　よそならず

緑のかげには　鳥歌ひ

の水には　る
日月潭的美景

簡直就跟蓬萊山不相上下

小鳥在鮮綠的樹影下唱歌

魚也躍出琉璃般碧藍的湖水
過ぐれば　なり

米のおびただし

ここに河あり　

水に遊ぶは　よ
只要過了烏日就是大肚了

大量的米都在這裡集中轉運

此處有條溪叫大肚溪

在溪水裡遊憩的是水牛喲
に向かふ　が

をに　かれし

の東　八卦山

平野 ながめ
想要擋車的螳螂呀

小小的螳臂被壓到灰飛煙滅

彰化東邊的八卦山

在山上能將彰化平原既收眼裡
の　その次に　

バナナ　の産地なる

過ぐれは　なり

経て
從茄苳腳再往下走

就是香蕉和柚子的產地了

再來過了員林之後就到達社頭

再取道田中央就到二八水了
全島一の　とて

音に聞こえし　

至れば　たちまちに

変じて　海となる
全島第一大的河川

還聽到溪水聲呢 濁水溪

在大雨來襲的時候 只要一轉眼

這片平原就變成一片汪洋囉
過ぎて　より

かすかに見ゆる　の

山の高きは　日本一

明治の　名をふ
過了林内之後往車窗外看去

隱約可以看到新高山

山的高度是日本第一

所以明治天皇把它命名為新高山
今は　

のさわぎに　は

のに　りにき　

の次は　
現在雲林斗六街這一帶

因為有著許多土匪的騷亂

所以導致很多民眾捲入戰火罹難

接著他里霧的下面是大埔林
の西方　三里なる

の　は

の信仰　厚きこと

本島一と　聞こえたり
在打貓西方三里的地方

在北港街的媽祖廟

匯聚各方信眾香火鼎盛

據稱是全島第一的信仰中心
のに

時のが　の

みして　つけられし　

のほまれは　碑に残る
在發生林爽文事件之後

當時乾隆為嘉獎當地助清守城的忠意

於是將這裡改名 稱作嘉義

嘉義的美名還仍留在石碑上
此処に至らば　農会の

に足を　運ぶべし

めぐれる　丘の上

見渡すかぎり　
既然來到了此地

就到農會育苗的田地去逛逛吧

在被小河圍繞的山丘上

一眼望去全都是檳榔
の　は

これより数里　奥にあり

をふる　の

猶暗く　ものすごし
有著大片森林的阿里山

就在這裡進去數里的地方

枝葉橫密 樹影交織

白晝如夜 景色十分驚人
鉄道線路の　右側に

立つる見おとすな

　

このあたり　はや熱帯の　客となる
在鐵路的右邊

千萬別漏看了這座標誌喲

這裡就是北回歸線經過的地方

馬上就要進入熱帶地區了
これより南部　おしなべて

の畑　打ち続き

製糖会社　そこここに

高く　い立つ
現在開始就是南部地區了

長長的甘蔗田一路蔓延

製糖會社就在這個地方

高聳的煙囪四處林立
より

のに

の　市街あり

よりは　塩産す
水崛頭的附近是後壁寮

在新營庄的西邊過去

有著鹽水港跟街道

而布袋嘴附近是鹽的產地
経て　蕃仔田

を過ぎて　新市街

は　この東

糖業試験所　設けらる
穿過了林鳳營是番仔田

過了灣裡就看到新市街

大目降在此之東

那裡設立了糖業試驗所
南部のみやこ　は

本島中に　ふるくより

開けし地とて　人多く

　亦多し
南部的首都台南

是島上古色古香的代表

因為是開台之地所以人口眾多

也有許多的名勝古蹟
陸軍病院は

オランダ人の　きたる

の　ありし

　えたり
陸軍衛戍醫院

是以前荷蘭人在此建成

叫做赤崁樓的遺留建築

是聳立於此的三層樓房
を　りたる

の　あり

領台以後に　改めて

神社と　称せらる
這裡祭祀著鄭成功

有著延平郡王的祠堂

在日本領台之後

這裡就改稱為開山神社了
　母　の

　うけつぎて

のために　したる

君がほまれは　ちず
繼承了像母親大人一樣

英勇壯烈的大和魂

為了社稷鞠躬盡瘁

你的名聲肯定會世代流傳
　の墓

王の　きさきたち

まもりて　この土地に

果てぬと聞くも　あはれなり
魁斗山上的五妃墓

是明寧靖王朱術桂的五個妃子

為了守住貞潔而在這塊土地上殉死

讓人聽聞了也不禁感到悲傷
と　したる

の　は

公学校に　てられて

今猶　の　声を聞く
被稱為是全台首學

台南孔廟裡的大成殿

現在裡面設立的公學校

還可以聽見讀書的聲音呢
してここに　台湾の

王と名のりし　が

住みし昔の　あり

今法院を　此処に置く
曾經僭稱名號

自立為王的鴨母王朱一貴

他以前住的王居就在此地

現在是法院的所在地
そぞろに涙　そのかみを

しのびまつるも　かしこしや

北白川の宮殿下

ここにみまかり　いけり
不自覺的眼泛淚光 想到那個時候

那盛大莊嚴的追思紀念奉獻

北白川宮能久親王殿下

就在這裡獻出了他的生命
君のをうけたまひ

の兵を　ひきつれて

島をらげ　給いたる

のみいさを　忘るなよ
接下了天皇的敕令

戴上了近衛師團的士兵

平定了這個島上的動亂

不能忘記親王的威光呀
名はと　聞こゆれど

次第に　もれて

岸に　つながれず

を凌ぐ　りなし
人說這裡叫做安平

港口卻漸漸淤積被埋了起來

大船沒辦法在這個地方靠港

貧窮的人們 乘風破浪去吧
　の

より　ながめらる

海をくひと　このをば　

目当てとなして　す
赤崁城遺址的大榕樹

在離岸很遠的地方也能看得見

要去海邊的人就把這棵樹

當作往來的基準
これより五十二　

なる　

みなとのは　水深く　

　むべし
從這出海五十二海浬

就到了澎湖島的媽宮港

港口裡的水非常的深

大型船艦都能夠在這裡停泊
更に汽車にて　

過ぎて

て　　

より　
接著改搭汽車到了中洲庄

過了車路墘 到了大湖街

從半路竹走下去是阿公店

橋仔頭旁邊是楠仔坑
東北指して　行くときは

に名を得し　

出だす　

急ぐ旅とて　立ち寄らず
朝東北方的方向走去的話

是因為蕃薯而得名的蕃薯寮

生產樟腦出名的甲仙埔

因為旅程趕時間就不過去了
過ぎて　

鉄道　ここにく

常にし　

はに　山を為す
過了舊城就是打狗港

縱貫鐵路就在這到了盡頭

商船總是在此匯聚喧騰

各式各樣的商品每天都堆積如山
なほも支線に　乗りかへて

を　通り過ぎ

出づる　に　

を　探るべし
這邊再度改搭支線

接著穿過了三塊厝

在出產鳳梨的鳳山這裡

就去看一看曹公圳吧
越えて　

一里東に　

の　に　

といふ　港あり
過了後庄是九曲堂

往東一里就是阿緱街

在下淡水的河口處

有個叫東港的港口
これより五里の　海上に

かすかに見ゆる　

長さは一里　半里

れのも　をふ
在距離這邊五里的海上

隱約可以看到小琉球

小琉球長度一里 寬度約半里

家家戶戶都有在養鹿喲
と

の路を　り行く

山はせまりて　海をせめ

波はして　岩をむ
枋寮、枋山跟楓港

沿著海邊的道路一直走下去

高山與海之間非常的狹窄

海浪非常的激烈 拍打著沿岸
にぐ　　

そのの　は

両岸　いはほ　そば立ちて

恰も門の　をなす
注入車城的四重溪

在溪的上游有個石門

巨岩佇立在溪的兩岸

形狀恰好就像是一道門一樣
明治七年　我が軍が　

なりし　を

しく攻めし　所なり

に記念の　碑をれ
明治七年時我方軍隊

向頑強的牡丹社發起強烈的攻勢

當時的戰場就在這個地方

經過就去找找當時的紀念碑吧
日々に　ひて

びの庭に　が

われらじと　ひ来て　

言葉の　花ぞ咲く
每天都感受到本國的恩澤

在教育的各地學校裡

蕃童們爭先恐後地聚集而來

日語的教育也在這開花結果
気候はいつも　かに

春の如しと　聞こへたる

街に　いたりなば

めて来たれ　
這裡的氣候無論何時都非常溫暖

大家都說總是跟春天一樣

到了恆春街這一帶的話

當然就是被蝴蝶蘭吸引來的吧
ここにて西部　はてぬれば

海路東岸　さぐらんと

たよりを待ちて　の　

を船出せり
至此西部已經到底了

來探索東岸和海路吧

等著他鄉來的貨物啊

從海濱的大板轆出航去吧
バシイ海峡　てたる

ルソンと遥か　相むかふ

最南端の　に

大燈台を　設けたり
相隔著一座巴士海峽

與呂宋島在兩端遙遙相對

在最南端的鵝鑾鼻

設了一座大燈塔呦
鼻を　まはりて　北方に　

船路をかへて　進み行く

海上遠く　　

かかと　がすむ
轉個方向朝向北方

改走海路繼續前進囉

在遠方海上有座紅頭嶼

無論是山還是雲 都被霞霧繚繞著
島のめぐりは　九里あまり　

太古のさまを　見る如き

いと　あわれなる　が

二千ばかりも　住むと聞く
繞著島再走九里左右

景色樣貌還如同上古時期一樣

身受壯麗環境折服的蠻民們

聽說有兩千人左右住在這裡呦
やがてに　せり

台東一帯　未開の地

のは　そのままに

人の来たりて　取るを待つ
抵達了卑南 先在這下船

台東這一帶都是尚未開發的土地

上天賜予還沒使用的權利

就這樣在這裡等著人來利用
黒潮に沿ひ　進みつつ

次に立ち寄る　

移民の計画　歩を進め

事業　起こりたり
順著黑潮繼續往前進

下一個停站的地方是花蓮港

移民的計畫正順利進行中

開拓的事業也即將展開了
これより沿岸　二十余里

幾千尺の　が

海にせまりて　聳え立ち

船を寄すべき　所なし
從這裡開始沿岸二十幾里

長達幾千尺都是斷崖

高高的聳立在大海上

沒有任何能讓船靠近停泊的地方
の港に　船をすて

の平野を　横ぎりて

それより　け入らば

地方に　るべし
在蘇澚的港口回到陸地

橫渡穿越過宜蘭的平原

從這裡往山路轉進去的話

就到了深坑那一帶呦
の路を　え行けば

は右に出づ

領台まっさきに

近衛の軍の　上陸地
越過了海邊的路後

右手邊就是三貂角了呦

領台戰役最剛開始的時候

近衛軍團就是在這裡登陸的
これより元へ　帰る道

り出す　

尚も　

宝の山は　れり
接下來就要回到起點了

開採出許多黃金的牡丹坑

還有瑞芳和金瓜石

峰峰相連全都是寶山啊